# Ağkənd (Tərtər)
Ağkənd, Təzəkənd(?-2015) è un comune dell'Azerbaigian situato nel distretto di Tərtər.